# Flachswickel

Flachswickel

Der Flachswickel, auch Flachszopf, Hefenschlick oder Riggeleszöpfle genannt, ist eine hohenlohische und schwäbische Spezialität. Es handelt sich dabei um eine Hefeteig-Rolle, die zu einer Öse geformt und mit Hagelzucker bestreut ist.